# Frans Huon
Frans Huon (1940 – Leuven, 9 mei 2008) was een Belgische politicus voor de CD&V. Hij was gedurende ruim 15 jaar burgemeester van de Vlaams-Brabantse gemeente Hoegaarden.

## Biografie
In 1972 was hij medestichter van het jeugdhuis 't Paenhuys. Professioneel was hij actief als bedrijfseconomisch ingenieur bij Citrique Belge te Tienen en een aantal door hem (mee-)opgerichte bedrijven in de agrarische sector.
Frans Huon kwam op aanmoediging van CVP-volksvertegenwoordiger Jaak Henckens in de politiek in 1970. Dat jaar verloor de liberale partij de meerderheid in Hoegaarden. Tot 1976 maakte Huon als gemeenteraadslid deel uit van de CVP-BSP meerderheid. In 1976 werd hij schepen in de CVP-meerderheid die bij de jongste verkiezingen nog een zetel won. In 1992 werd hij burgemeester. Bij de gemeenteraadsverkiezingen in 1994 haalde de CVP 11 van de 17 zetels, ten koste van het kartel Hoegaarden 2000 (VLD - SP - Onafhankelijken). In 2006 haalden ze een nipte meerderheid van 9 zetels op 17, om in 2006 op 10 zetels te eindigen. Bij al deze verkiezingen was Frans Huon lijsttrekker.
De burgemeester kwam eind 2005 nog in het nieuws. Hij protesteerde tegen de verhuizing van de productie van het witbier Hoegaarden naar Jupille, aldus besloten door de biergigant Inbev.
Destijds heeft in de functie van burgemeester de brouwer Pierre Celis nog geholpen bij de groeiplannen van het Hoegaards witbier, door voor de nodige rentetoelagen te zorgen. Zo kreeg de brouwerij "De Kluis" te Hoegaarden de nodige financiële armslag om te investeren. Bij het laatste publieke optreden van Huon als burgemeester (in de brouwerij) prees algemeen directeur InBev Sabine Sagaert Huon als een van de grootste ambassadeurs aller tijden van Hoegaarden en zijn witbier.
Op 1 mei 2008 deelde de burgemeester op het schepencollege van Hoegaarden zijn ontslag mee wegens gezondheidsredenen. Op 9 mei 2008 overleed hij op 68-jarige leeftijd in het UZ Gasthuisberg te Leuven.